# Herz Jesu (Plauen)

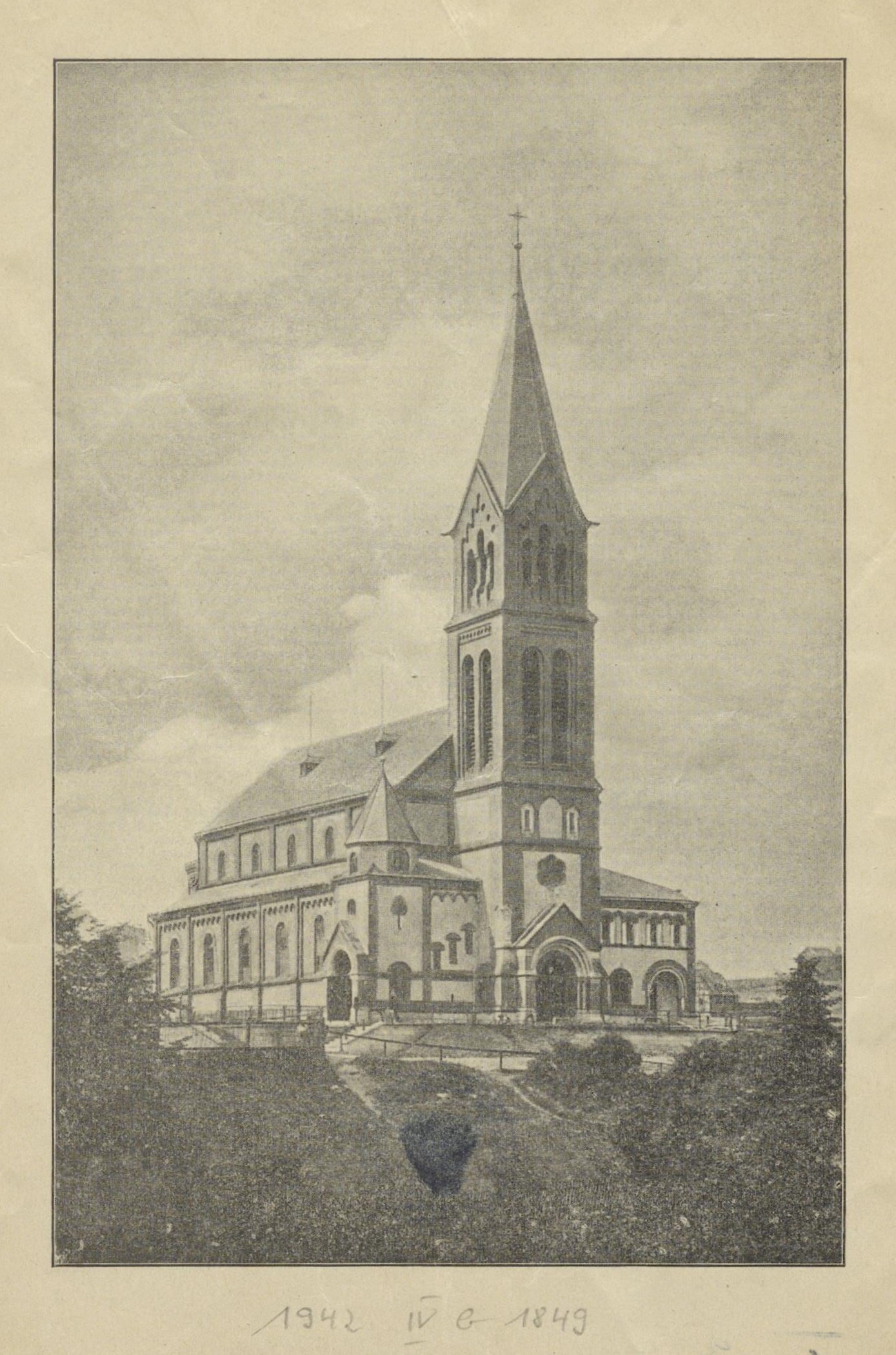
Pfarrkirche Herz Jesu um 1902/1903

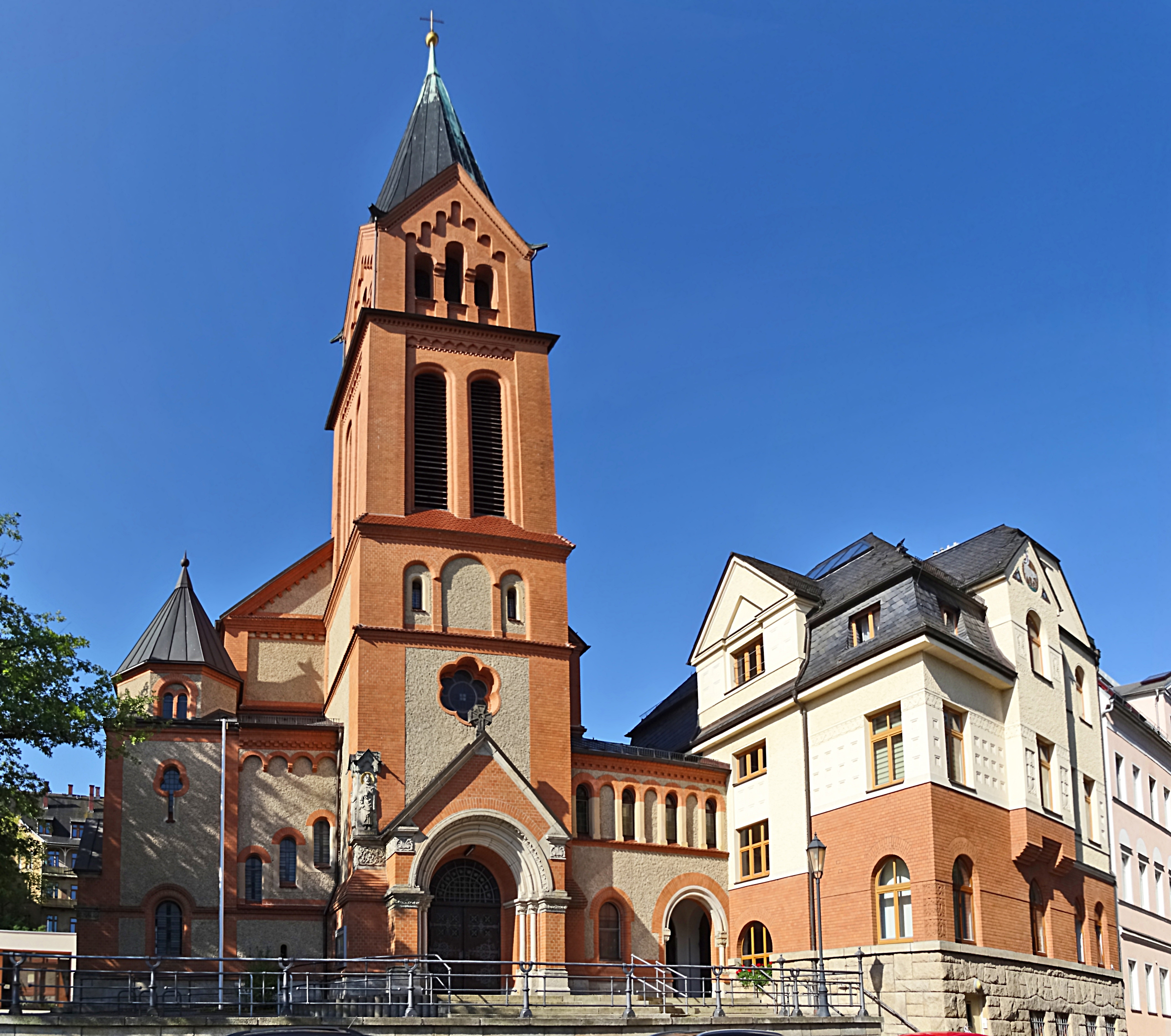
Pfarrkirche und Pfarrhaus Herz Jesu

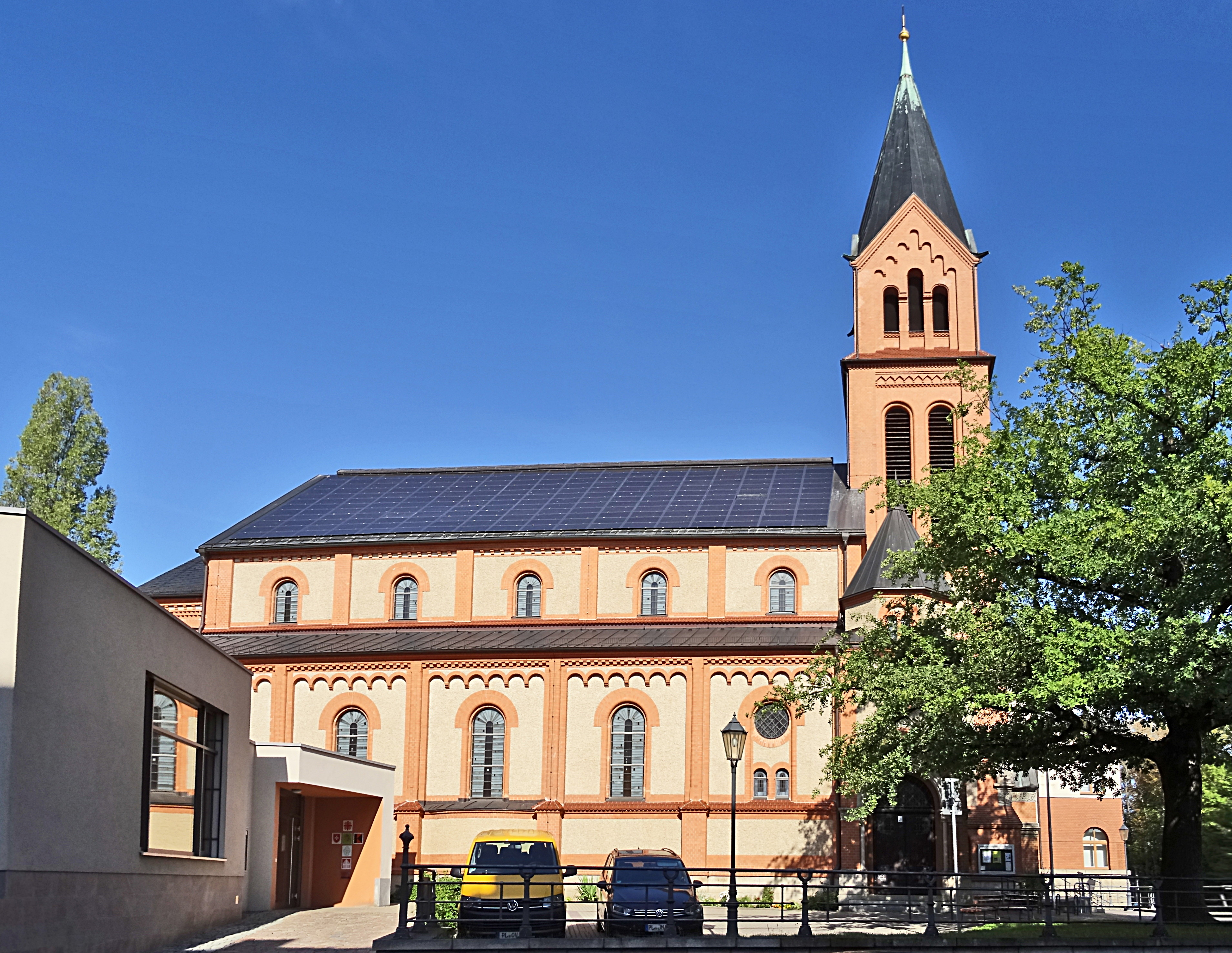
Südost-Ansicht

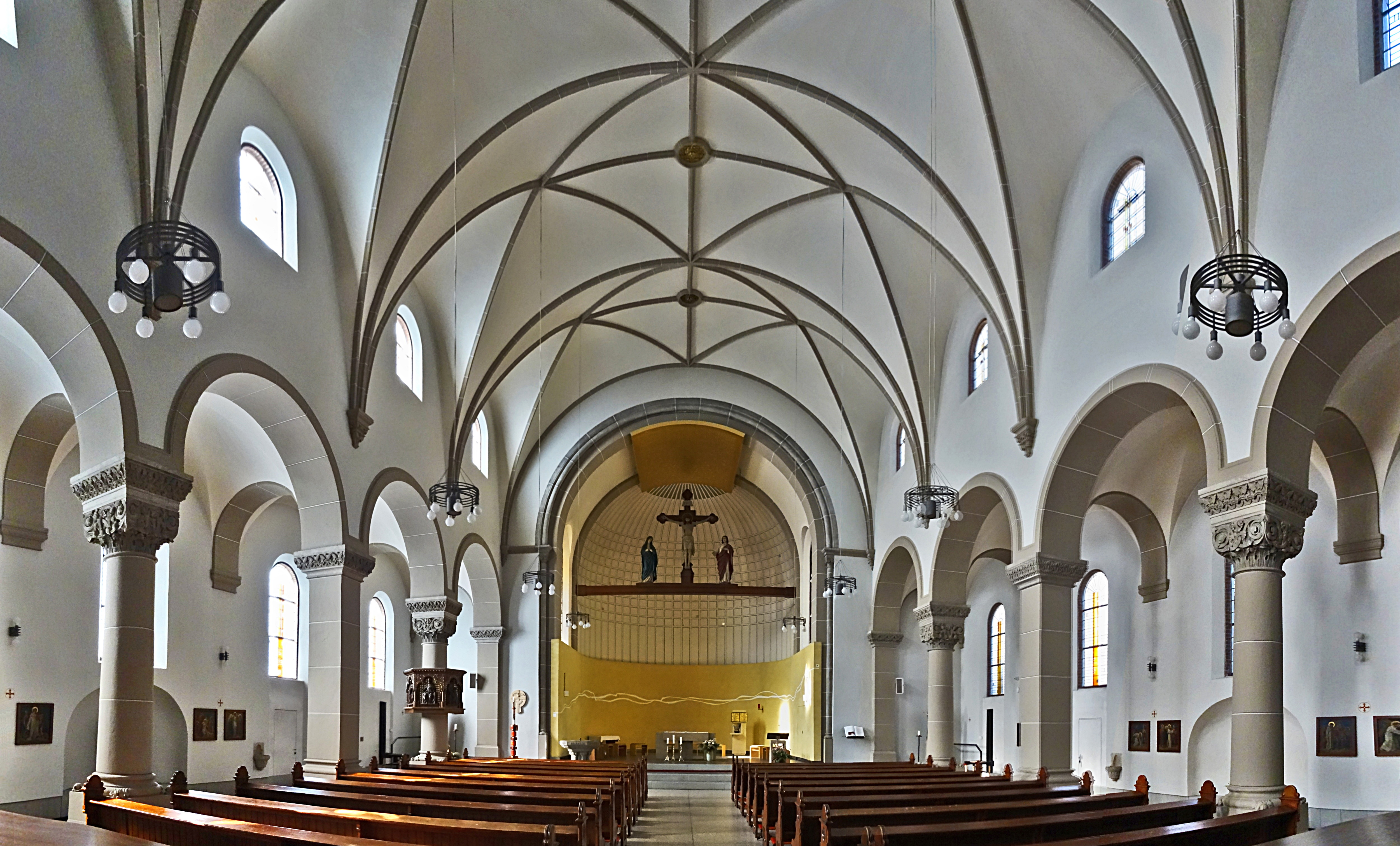
Innenansicht

Die Pfarrkirche Herz Jesu ist die katholische Pfarrkirche von Plauen im sächsischen Vogtland. Sie liegt nordwestlich des historischen Stadtkerns und ist ein bedeutendes Baudenkmal des Historismus. Sie ist die katholische Hauptkirche des Dekanats Plauen und gehört zum Bistum Dresden-Meißen.

## Architektur und Einrichtung
Die Herz-Jesu-Kirche ist eine neuromanische dreischiffige Basilika ohne Querhaus. Über der Portalfassade erhebt sich der 48 m hohe Turm. Den gegenüberliegenden Abschluss bildet die halbrunde Apsis. Das Baumaterial ist heller Sandstein für zahlreiche Architekturteile und roter Backstein für Blendarkaden, Lisenen, Laibungen und andere Gliederungselemente. Gesimse, Rundbogenfenster in verschiedenen Größen und Anordnungen, Drei- und Sechspassfenster, Ziersäulen mit Mehrfachbögen und Giebeln über den Portalen sowie zwei Heiligenstatuen am Turmschaft (Apostel Petrus und Paulus) geben dem Äußeren einen aufwändigen und dekorativen Charakter.
Das Innere präsentiert sich in der Gestalt der jüngsten Renovierung von 2008 unter der Bauleitung von Architekt Christian Schaufel. Die Architekturgliederung wurde dabei stilgerecht hervorgehoben, die originalen Ausstattungsstücke, soweit noch vorhanden, in eine liturgie- und zeitgemäße Neuordnung integriert.
Erbaut wurde die Kirche in den Jahren 1901/02 nach Plänen von Julius Zeißig, die Benediktion war am 28. September 1902. Die feierliche Kirchweihe erfolgte am 10. September 1905. Kirche und Pfarrei wurden unter das Patrozinium des Heiligsten Herzens Jesu gestellt, das in der katholischen Liturgie als Mitte der Schöpfung und Quelle der Sakramente verehrt wird. Die reiche Originalausmalung und die Buntglasfenster wurden im Zweiten Weltkrieg irreparabel beschädigt. Der Bau selbst blieb jedoch unversehrt. In den Nachkriegsjahrzehnten wurden mehrere Renovierungs- und Umgestaltungsmaßnahmen durchgeführt, die von den begrenzten finanziellen Möglichkeiten mitbestimmt waren.
2003 wurde auf dem Kirchendach eine Photovoltaikanlage installiert, die die gesamte Südhälfte des Mittelschiffdachs bedeckt.

## Orgel

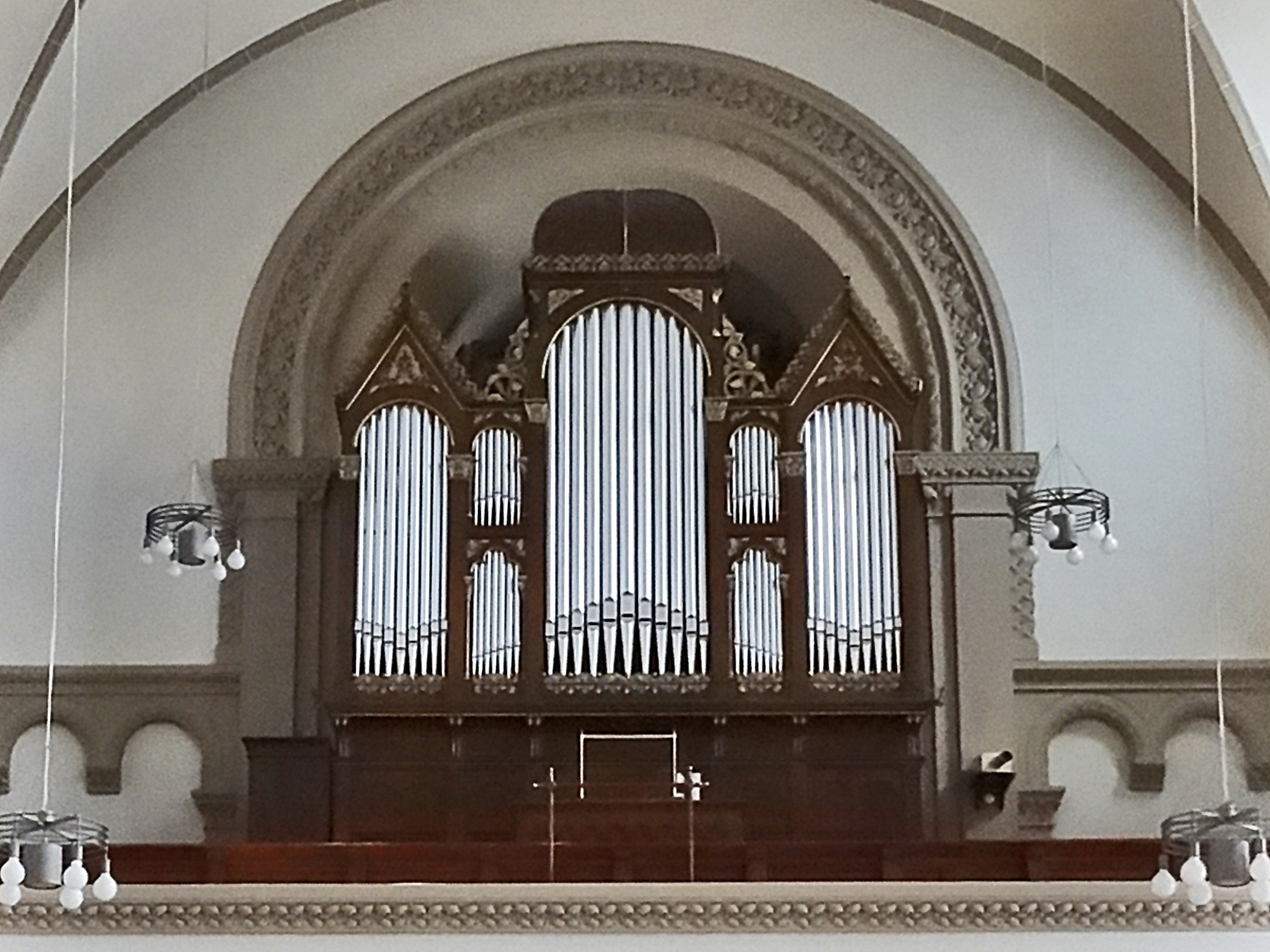
Furtwängler & Hammer-Orgel

Die Orgel hatte ursprünglich 27 Register, sie wurde 1902 von der Orgelbauwerkstatt Furtwängler & Hammer aus Hannover mit folgender Disposition erbaut.
| I Hauptwerk C–f3 |       |
| Bordon           | 16′   |
| Major Prinzipal  | 8′    |
| Hohlflöte        | 8′    |
| Gamba            | 8′    |
| Dolce            | 8′    |
| Oktave           | 4′    |
| Flachflöte       | 4′    |
| Quinte           | 2 ⁄3′ |
| Oktave           | 2′    |
| Mixtur III–V     |       |
| Trompete         | 8′    |

| II Schwellwerk C–f3      |      |
| Minor Principal          | 8′   |
| Lieblich Gedackt         | 8′   |
| Aeoline                  | 8′   |
| Salicional               | 8′   |
| Vox coelestis            | 8′   |
| Harmonieflöte            | 4′   |
| Flauto Amabile           | 4′   |
| Fugara                   | 4′   |
| Harmonia Aetherea III–IV | (2′) |
| Tremulant                |      |

| Pedalwerk C–f1 |     |
| Harmoniebass   | 16′ |
| Subbass        | 16′ |
| Violon         | 16′ |
| Prinzipalbass  | 8′  |
| Bassflöte      | 8′  |
| Cello          | 8′  |
| Posaune        | 16′ |

| Terz | 1 3⁄5′ |

| Spitzflöte        | 4′    |
| Querflöte         | 2′    |
| Quinte            | 1 ⁄3′ |
| Terzzimbel III-IV |       |

| Choralbaß | 4′ |

Spielhilfen:
- Koppeln: Superoktavkoppel M I, Superoktavkoppel M II, Manualkoppel II/I, Grundoktavkoppel II/I, Pedalkoppel I/P, Pedalkoppel II/P
- Rohrwerksabsteller, Jalousieschweller, Walze

Windladen: Pneumatische Kegelladen
1930 wurde das Instrument von Alfred Schmeisser neobarock umdisponiert. Dazu wurden alle Streicherstimmen und eine Flötenstimme entfernt, die Pfeifen von drei Registern im Schwellwerk und je einem im Hauptwerk bzw. Pedal eingekürzt, eines durch anderweitige Umstellungen verändert. 1947 erfolgte eine kriegsschadenbedingte Reparatur durch den Nachfolger, Reinhard Schmeisser. Zwischen 1994 und 1995 wurde die Orgel von Gerd-Christian Bochmann restauriert.
2009 gab es erneut Vorschläge zur Restaurierung, die sich nach 2016 mit der Beantragung von Fördermitteln konkretisierten und im Jahr 2018 vom Unternehmen Vogtländischer Orgelbau Thomas Wolf umgesetzt wurden. Mit der originalgetreuen Rekonstruktion der Disposition von 1902 und den angelängten Pfeifen verschwand das neobarocke Klangbild wieder.